# Ladislava Petišková
Ladislava Petišková (* 3. ledna 1943 Sezimovo Ústí) je česká divadelní teoretička, publicistka, pedagožka, historička a teatroložka.

## Životopis
Ladislava Petišková se narodila 3. ledna 1943 v Sezimově Ústí. V roce 1969 absolvovala katedru divadelní vědy Filozofické fakulty Univerzity Karlovy.
Po škole začala působit jako členka Kabinetu pro studium českého divadla při Divadelním ústavu. V roce 1998 získala certifikát Mezinárodní školy divadelní antropologie ISTA Eugenia Barby v Portugalsku. O rok později v Kabinetu pro studium českého divadla skončila. V letech 2001 až 2006 byla předsedkyní Teatrologické společnosti.